# Ignazio di Loyola
Ignazio di Loyola, nato Íñigo López de Loyola o Eneko Lopez Loiolakoa in basco (Loyola, 1491 – Roma, 31 luglio 1556), è stato un religioso e militare spagnolo, fondatore della Compagnia di Gesù.
Nel 1622 fu proclamato santo dal papa Gregorio XV.

## Biografia

### Origini familiari
Íñigo López de Loyola, più noto come Ignazio di Loyola, nacque nella «casatorre di Loyola, comprensorio municipale di Azpeitia, nella provincia basca di Guipuzcoa», il 23 ottobre 1491; era il minore della numerosa famiglia di tredici figli, otto maschi e cinque femmine, di Beltrán Yáñez de Oñaz y Loyola e Marina Sáenz de Licona y Balda.
Il padre era stato soldato al servizio di Enrico IV, dei re cattolici e di Giovanni II; al fianco di Ferdinando il Cattolico guidò l'assedio contro le città di Toro, Burgos, Loja (conquistata il 29 maggio 1486) e Vélez-Málaga. Per la sua fedeltà alla corona ricevette la conferma dal re, che lo nominò proprio vassallo, degli antichi privilegi concessi alla sua famiglia: la rendita annuale di duemila maravedís dalle ferriere di Barrenola e Aranaz e il diritto di patronato sulla parrocchia di Azpeitia.
La madre era figlia di Martín García de Licona, figura di alto lignaggio, cortigiano dei re di Castiglia e consigliere dei Re cattolici, che possedeva il dominio e il maggiorascato della casa di Balda.
Il primogenito dei fratelli di Íñigo, Juan Pérez, cadde in battaglia a Napoli, combattendo contro le truppe di Carlo VIII di Francia; degli altri non possediamo che spurie notizie: la maggior parte di essi sembra essere caduta in battaglia come Beltran, morto durante la guerra di Napoli, o Juan Beltrán, imbarcatosi per le Americhe e morto nell'odierna Panama. Uno degli otto maschi, Pero da Loyola, nato poco prima di Ignazio, era stato l'unico a intraprendere la carriera ecclesiastica, esercitando il sacerdozio nella parrocchia di Azpeitia, patrocinata dalla sua stessa famiglia.
Delle sorelle non conosciamo che i nomi desunti perlopiù dai testamenti dei fratelli: Juaniza, Magdalena, Sancha, Petronila e Maria Beltrán.
In quanto a Íñigo non si conosce il giorno preciso della nascita.
Secondo una tradizione di dubbia storicità sarebbe nato prima del 23 ottobre e il 1º giugno del 1491, nella chiesa parrocchiale di Azpeitia, ricevette al fonte battesimale il nome di Íñigo.
Svezzato da una nutrice nel casolare di Eguibar, vicino a Loyola, crebbe sotto le attenzioni del fratello Martín e della cognata Magdalena Araoz. Rimasto orfano dei genitori, nel 1506 venne mandato nella città di Arévalo, alla corte del ministro delle finanze del re Fernando il Cattolico, Giovanni Velázquez de Cuéllar per ricevere un'educazione cavalleresca e religiosa. Íñigo si mise in evidenza per la sua abilità nel suonare la vihuela, per il coraggio mostrato nei tornei e la sua maestria nel danzare.

### Sotto due diversi patronati

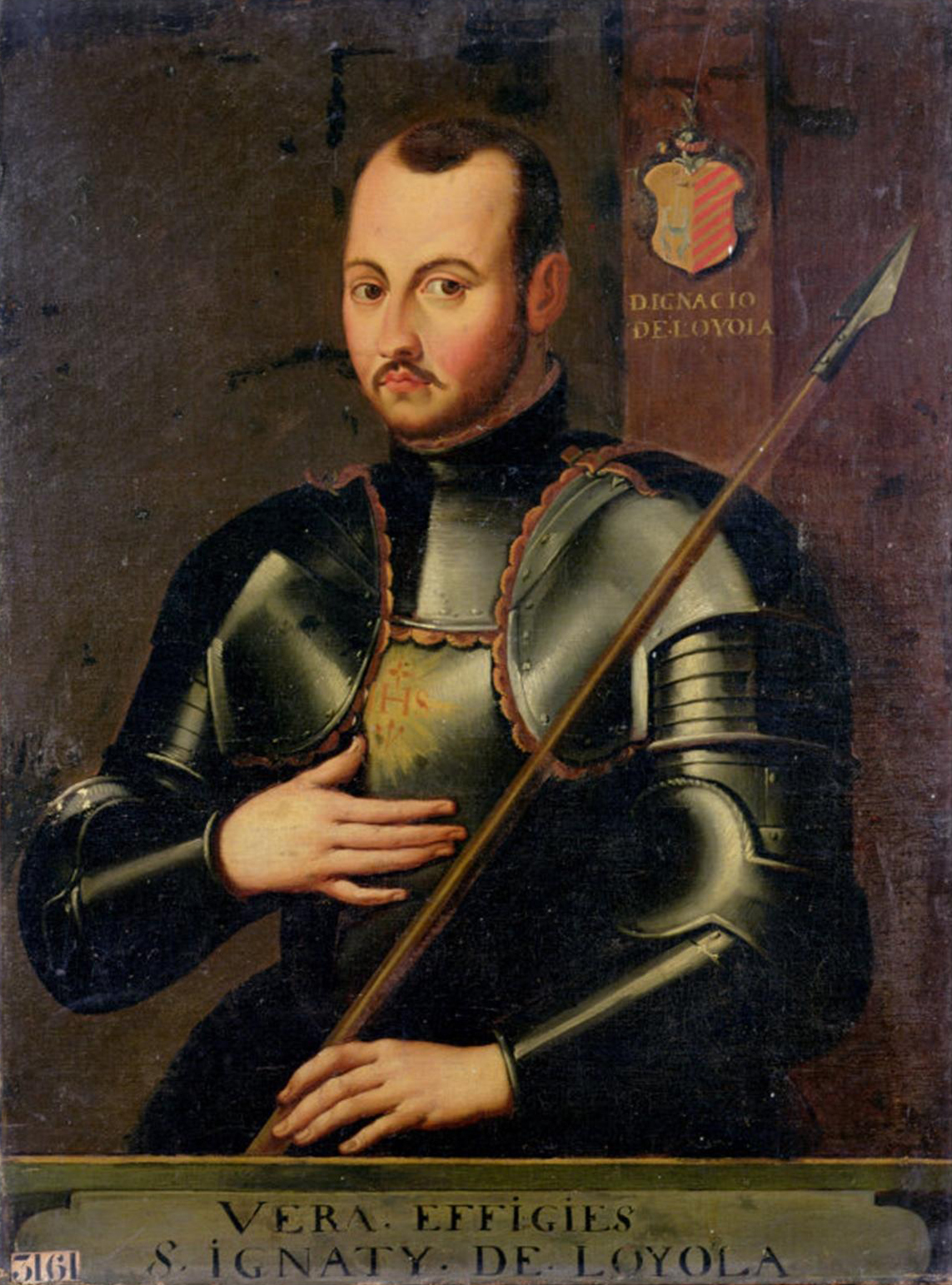
Il giovane Ignazio in abiti militari. Olio su tela del XVI secolo, artista ignoto della Scuola Francese.

Alla corte della regina Germana de Foix, nipote di Luigi XII di Francia e seconda moglie di Ferdinando il Cattolico, Íñigo ebbe modo di conoscere i grandi del Regno. Egli rimase in casa del Velázquez per undici anni, fino al 1517, trascorrendo una vita agiata, dedita ai banchetti, alla musica, alla lettura di romanzi cavallereschi e alla composizione poetica. Alcune fonti riportano che il giovane Íñigo nel 1515 venne perfino processato insieme al fratello Pero López per un fatto a noi oggi sconosciuto.
Con la morte del re Ferdinando la situazione della famiglia Velazquez precipitò in breve tempo. La regina Germana sollecitò il nuovo re, Carlo I, a concederle le cittadine di Arévalo e Olmedo, proprietà del ministro delle finanze Velázquez il quale, ritenendo tale decisione un sopruso e una violazione dei suoi diritti, si ribellò inutilmente al re perdendo ogni suo possesso per cui, rattristato anche per la morte del primogenito Gutierre si ritirò a Madrid dove morì qualche mese dopo, il 12 agosto 1517, mentre la moglie Maria passò al servizio dell'ormai reclusa Giovanna la Pazza.
Aveva ventisei anni Íñigo quando, abbandonata la famiglia Velazquez, ormai caduta in disgrazia - fatto che peraltro lo turbò notevolmente dato l'affetto che lo legava al suo patrono -, raggiunse il palazzo di Antonio Manrique de Lara, duca di Najera e viceré di Navarra, a Pamplona, per rimanere per tre anni come cavaliere armato (mesnadero) al suo servizio durante il quale assisté allo sbarco della nave che conduceva in Spagna il nuovo re Carlo I, il futuro imperatore Carlo V d'Asburgo, allora appena diciassettenne. Alla partenza di questi per la Germania, dove lo attendeva la corona dell'impero, si diffusero moti di ribellione per le città ispaniche, irritate dalla preferenza che il re aveva dato al trono germanico a scapito di quello spagnolo, lasciandovi come suoi rappresentanti alti funzionari fiamminghi, invisi al popolo e alla nobiltà. Antonio Manrique, fedele al re, fu uno dei condottieri che diedero battaglia ai rivoltosi a fianco dei propri figli e dello stesso Íñigo che con questi partecipò e vinse l'assedio alla città ribelle di Najera. Don Manrique incaricò il fedele Íñigo della missione speciale di pacificare la provincia di Gipuzkoa. Compito che egli risolse nel migliore dei modi.
Ma un incarico ben più arduo attendeva Íñigo: la fortezza di Pamplona era in pericolo e presto sarebbe crollata. Non solo i nemici di don Manrique minacciavano la cittadina ma lo stesso re francese Francesco I, il quale, approfittando della situazione, aveva progettato un attacco contro la Navarra. La fortezza era priva di forze militari perché il duca se n'era privato per soccorrere il suo sovrano.
Enrico d'Albret, pretendente al trono di Navarra, appoggiato da Francesco I, piombava sulla fortezza sotto il comando di Andres de Foix con ben dodicimila soldati di fanteria, ottocento lancieri e ventinove pezzi di artiglieria. A Pamplona non era rimasto che un piccolo esercito di un migliaio di soldati, sotto gli ordini di don Pedro de Beamonte, celermente sostenuto dall'arrivo inaspettato delle milizie comandate da Íñigo e da suo fratello Martin.
La situazione si aggravò per un contrasto sorto tra gli stessi condottieri: Martin, che voleva il comando delle truppe, di fronte al rifiuto del Beamonte, decise di ritirarsi con il grosso del suo esercito, lasciando in tal modo il fratello con pochi soldati. Il 19 maggio 1521 la città cadde in mano al nemico, mentre Íñigo e i suoi rimasero a difendere l'ultimo baluardo di Pamplona, rifiutando le condizioni poste da Andres de Foix per la loro resa. Il giorno dopo fu messa in campo l'artiglieria pesante e durante i bombardamenti un tiro colpì in pieno la gamba destra di Íñigo rompendogliela in più parti.
Il comandante e i suoi soldati si arresero dopo sei ore di assedio. I francesi, e particolarmente il generale nemico, che aveva già precedentemente manifestato stima nei confronti dell'avversario, gli risparmiò la vita e ordinò che se ne prendessero cura, come Ignazio stesso raccontò in seguito nella sua autobiografia.

### La conversione religiosa
Dopo quindici giorni di degenza a Pamplona, Íñigo venne trasportato in barella alla casa paterna. Il suo stato era grave e più volte si temette per la sua vita. Solo dopo dolorosissime operazioni, stoicamente sopportate, e sofferenze egli poté ristabilirsi pur non potendosi reggere bene sulla gamba, a causa della quale rimase zoppicante per il resto della vita. Nei giorni in cui fu costretto a un'esasperante immobilità, rimase a letto leggendo. Gli vennero dati la Vita Christi, del certosino Landolfo di Sassonia, e il Flos sanctorum, le celebri vite dei santi composte dal domenicano Jacopo da Varazze.

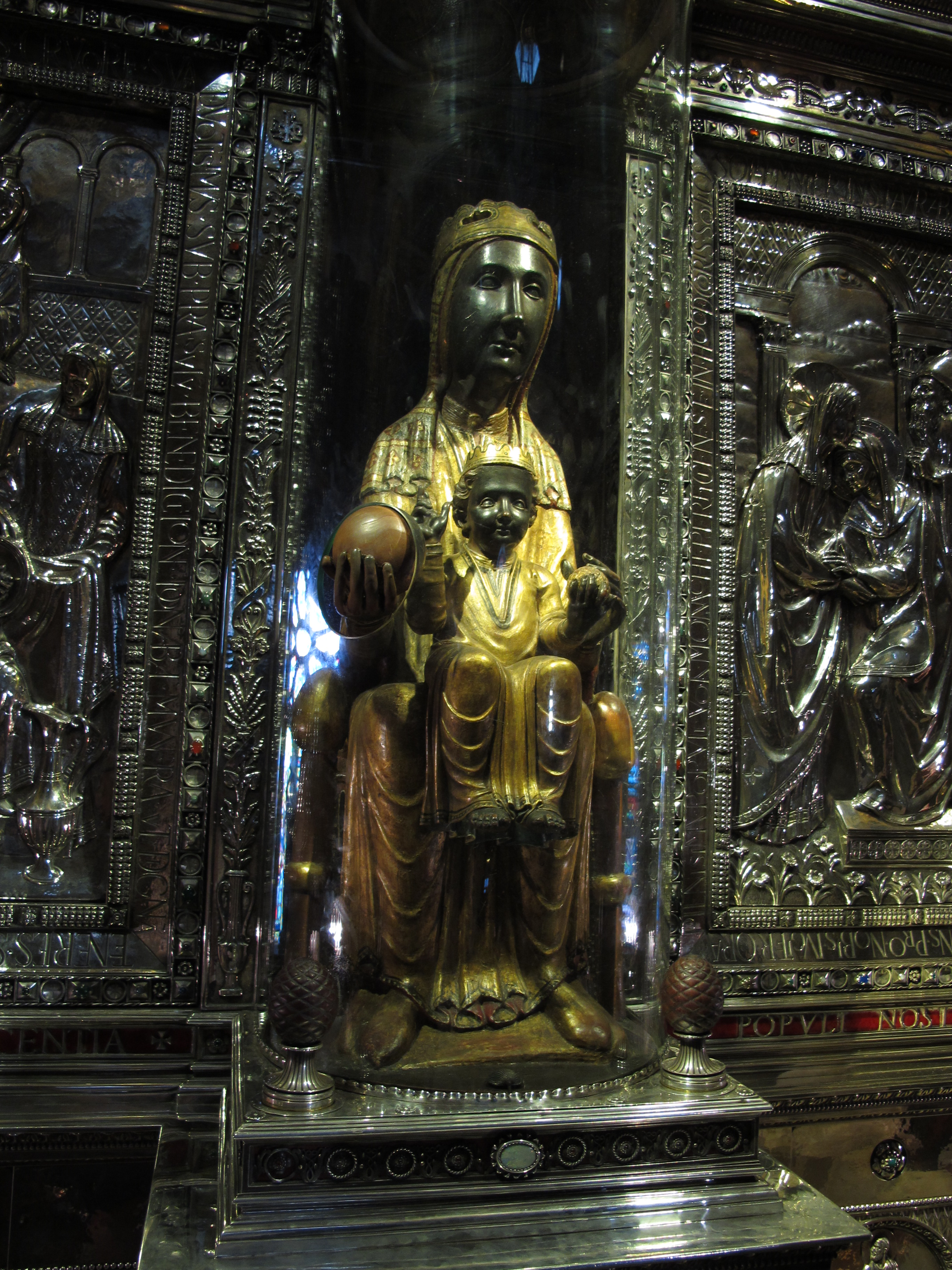
La Madonna nera di Montserrat.

In lui qualcosa andava mutando, cominciava il suo processo di conversione religiosa dove Íñigo trasferiva l'intento, ormai deluso, di un'ambiziosa carriera militare all'impegno religioso di cogliere la gloria riservata ai Santi. Durante il suo periodo di degenza cominciò pian piano a dedicarsi alla preghiera, alla lettura di testi sacri, alla meditazione, scrivendo alcuni appunti che in seguito avrebbero dato vita ai suoi Esercizi spirituali. Sognava di partire pellegrino per Gerusalemme e per realizzare tale desiderio, una volta ristabilito, si decise di partire pellegrino per i santuari mariani della Spagna, con una particolare sosta presso il celebre santuario di Montserrat dove, durante una vera e propria veglia militare dedicata alla Madonna, come un antico cavaliere appese i suoi paramenti militari davanti a un'immagine della Vergine Maria e da lì, il 25 marzo 1522, entrò nel monastero di Manresa, in Catalogna.
Dopo la "veglia d'armi" assunse il nuovo nome di Ignazio, probabilmente per la sua speciale devozione verso sant'Ignazio di Antiochia oppure perché pensava che fosse una variante del suo nome: in realtà, Íñigo era la forma basca del nome Innico o Enecone, che gli era stato imposto in omaggio a sant'Enecone, abate benedettino di Oña, il cui culto era particolarmente sentito nella sua terra.
A Manresa Ignazio praticò un severo ascetismo che causò un indebolimento del suo fisico e dello spirito tanto da pensare al suicidio. In questo periodo di penitenze, digiuni e rimorsi per la vita passata, Ignazio ricevette una "grande illuminazione" presso il fiume Cardoner:

### Gli studi
Nel 1523 raggiunse Venezia e si imbarcò per Gerusalemme, dove visitò i luoghi santi. Dovette però abbandonare il progetto di stabilirsi in Palestina e di operare la conversione degli infedeli in Oriente per il divieto di soggiorno impostogli dai frati francescani dalla Custodia di Terra Santa.
Tornato in Spagna con il desiderio di abbracciare il sacerdozio, riprese gli studi a Barcellona, poi presso l'Università di Alcalá dove, per il suo misticismo, fu sospettato di essere un alumbrado e fu tenuto in carcere dall'Inquisizione per quarantadue giorni. Si trasferì quindi a Salamanca e poi, per completare la sua formazione, a Parigi, dove arrivò il 2 febbraio 1528. S'iscrisse all'Università, dove rimase sette anni, ampliando la sua cultura letteraria e teologica, e cercando di interessare gli altri studenti ai suoi "Esercizi spirituali". In questo periodo progettò di fondare un nuovo ordine religioso che «non si dedicasse, come gli altri alla preghiera e alla santificazione dei suoi componenti, ma, libero da ogni impaccio di regole claustrali, esercitasse praticamente il cristianesimo, servendo ai grandi scopi della Chiesa».

### La fondazione della Compagnia di Gesù

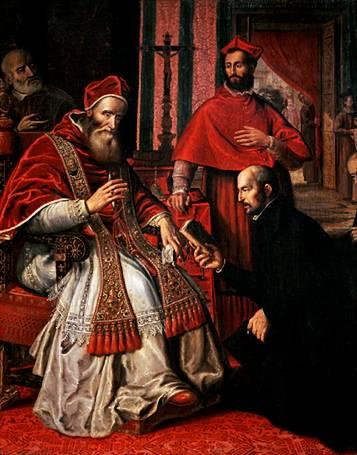
Il 3 settembre 1539 Paolo III approva oralmente la Formula instituti di Ignazio.

Il 15 agosto del 1534 Ignazio e altri sei studenti Pietro Favre (francese), Francesco Saverio, Diego Laínez, Alfonso Salmerón, Nicolás Bobadilla (spagnoli), e Simão Rodrigues (portoghese) si incontrarono a Montmartre, vicino a Parigi, legandosi reciprocamente con un voto di povertà, castità e obbedienza e fondando un ordine a carattere internazionale chiamato con un termine d'origine militare, la Compagnia di Gesù, allo scopo di eseguire lavoro missionario e di ospitalità a Gerusalemme o andare incondizionatamente in qualsiasi luogo il Papa avesse ordinato loro. Compare in quest'occasione, sia pure marginalmente, un quarto voto che si aggiunge ai soliti tre monacali: quello della assoluta obbedienza al papa che richiama il valore militare della disciplina.
Nel 1537 Ignazio e i suoi seguaci si recarono in Italia per ottenere l'approvazione papale per il loro ordine religioso. Il papa Paolo III li lodò e consentì loro di ricevere l'ordinazione sacerdotale, che ottennero a Venezia dal vescovo di Arbe (ora Rab, in Croazia) il 24 giugno dello stesso anno. Si dedicarono alla preghiera e ai lavori di carità in Italia, anche perché il nuovo conflitto tra l'imperatore, Venezia, il Papa e l'impero ottomano rendeva impossibile qualsiasi viaggio a Gerusalemme.
Con Faber e Lainez, Ignazio si diresse a Roma nell'ottobre del 1538 per fare approvare dal Papa la costituzione del nuovo ordine che
Una congregazione di cardinali si dimostrò favorevole al testo preparato da Ignazio e il papa Paolo III confermò l'ordine con la bolla papale Regimini militantis Ecclesiae (27 settembre 1540), ma limitò il numero dei suoi membri a sessanta; limitazione che venne rimossa con una successiva bolla, la Iniunctum nobis, del 14 marzo 1543. L'ultima e definitiva approvazione della Compagnia di Gesù fu data nel 1550 con la bolla Exposcit debitum del papa Giulio III.

### Superiore Generale dei Gesuiti

L'emblema dell'ordine: un disco raggiante e fiammeggiante caricato dalle lettere IHS, il monogramma di Gesù. La lettera H è sormontata da una croce; in punta, i tre chiodi della Passione.

Ignazio, eletto come primo preposito generale della Compagnia di Gesù, inviò i suoi compagni come missionari in giro per tutto il mondo per creare scuole, istituti, collegi e seminari, penetrando attraverso la predica, la confessione e l'istruzione in tutti gli strati sociali. Spesso i sovrani dell'epoca ebbero come confessori e padri spirituali i padri gesuiti che ebbero modo così di influire sulle condotte politiche dei governi
Nel 1548 vennero stampati per la prima volta gli Esercizi spirituali, per i quali venne condotto davanti al tribunale dell'Inquisizione, per poi essere rilasciato.
Sempre nel 1548 Ignazio fondò a Messina il primo Collegio dei Gesuiti al mondo, il famoso Primum ac Prototypum Collegium ovvero Messanense Collegium Prototypum Societatis, prototipo di tutti gli altri collegi di insegnamento che i gesuiti fonderanno con successo nel mondo facendo dell'insegnamento la marca distintiva dell'ordine.
Ignazio scrisse le Costituzioni gesuite, adottate nel 1554, che creavano un'organizzazione monarchica e spingevano per un'abnegazione e un'obbedienza assoluta al Papa e ai superiori (perinde ac cadaver, "[lasciati guidare] come un cadavere" scrisse Ignazio). La regola di Ignazio diventò il motto non ufficiale dei gesuiti: Ad maiorem Dei gloriam.
I gesuiti hanno dato un apporto determinante al successo della Controriforma che poteva ora opporsi alla germanicità della Riforma contando tramite lo zelo dei Gesuiti, che diverranno i custodi della dottrina, sulla spagnolizzazione della Chiesa cattolica.
Tra il 1553 e il 1555 Ignazio dettò al suo segretario, padre Gonçalves da Câmara, la storia della sua vita. Questa autobiografia, essenziale per la comprensione dei suoi Esercizi spirituali, rimase però segreta per oltre 150 anni negli archivi dell'ordine, fino a che il testo non venne pubblicato negli Acta Sanctorum.
Ignazio soffriva di una acuta colecistopatia. La sera del 30 luglio del 1556 sentì prossima la morte e chiese i conforti religiosi e la benedizione del Papa, ma il suo segretario rimandò la soddisfazione del suo desiderio al mattino dopo, cosicché Ignazio morì, senza ricevere l'unzione degli infermi, la mattina del 31 luglio. Venne sepolto il 1º agosto nella chiesa di Santa Maria della Strada a Roma.
Venne canonizzato il 12 marzo 1622, insieme a Teresa d’Avila, Francesco Saverio, Isidoro agricola (tutti di origine iberica) e Filippo Neri. Il 23 luglio 1637 il suo corpo fu collocato in un'urna di bronzo dorato, nella Cappella di Sant'Ignazio della Chiesa del Gesù in Roma. La statua del Santo, in argento, è realizzata da Pierre Legros. La festa religiosa viene celebrata il 31 luglio, giorno della sua morte.

## Contributo alla scuola gesuitica
Nelle Costituzioni dell'ordine, completate appena prima della sua morte, Ignazio descrive la Ratio atque institutio studiorum, che rimarrà basicamente invariata fino ai giorni d'oggi. In questo testo vengono descritti i principi fondamentali dell'organizzazione delle scuole, delle classi, dei contenuti e della didattica.
Grazie a questa organizzazione, la crescente importanza politica e l'altissima qualità della preparazione culturale portò i collegi gesuiti al successo, tanto da ospitare intellettuali dello stampo di Cartesio e Voltaire.
Le scuole, chiuse nel 1773 dal papa Clemente XIV, verranno poi riaperte durante l'età della Restaurazione quando, dotate di una nuova "Ratio", ritorneranno in auge.

## Gli esercizi spirituali di Ignazio di Loyola

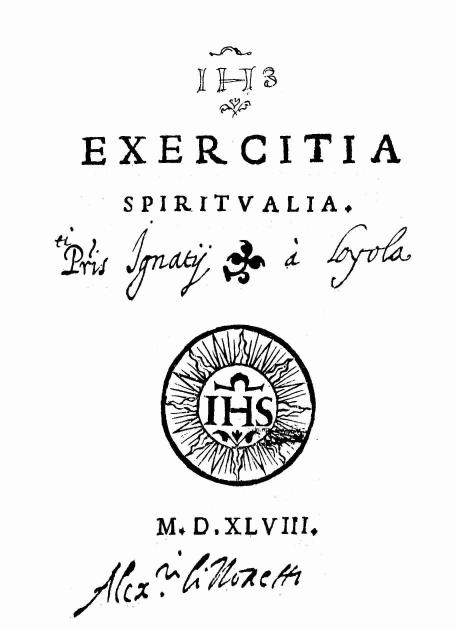
Frontespizio della prima edizione a stampa degli Esercizi spirituali

Lo stesso Ignazio scrive nell'introduzione dell'opera quale sia il fine degli esercizi spirituali:
(Ignazio di Loyola, Esercizi spirituali, prima osservazione introduttiva.)
Gli Esercizi spirituali non sono «un libro scritto per essere letto» - scrive Federico Rossi di Marignano nella sua biografia di Carlo Borromeo, ma appartengono a quel genere di cose che si possono capire solo sperimentandole.
Nei primi giorni di distacco dalle cose del mondo, necessario per ritrovare se stessi, gli Esercizi invitano l'esercitante a cercare di capire per quale fine abbia ricevuto esistenza e vita dal Creatore, in altri termini che cosa Dio si aspetta ch'egli faccia di buono nella vita. Una volta presa coscienza del perché della sua nascita, all'esercitante verrà spontaneo mettersi «avanti agli occhi stesa e spiegata la sua vita [...] scorrendola tutta pensatamente». Scoprirà allora tutte le deviazioni che, aderendo consapevolmente o inconsapevolmente ai moti ingannevoli dell'anima, egli stesso avrà fatto subire anno dopo anno al proprio destino.
A quel punto dovrà superare l'ostacolo più difficile tra quelli che una persona è chiamata a superare durante la vita: cambiare, mutare, rinnovarsi. Nessun uomo tuttavia può riuscire a conquistare la pace interiore e affrontare il difficile cammino della vita inventandosi ogni cosa da solo. Ogni uomo solitamente progredisce o regredisce imitando l'esempio positivo o negativo di altri uomini. In un solo uomo, tuttavia – secondo Ignazio di Loyola – la natura umana ha trovato la sua espressione più alta: nell'uomo-Dio, Gesù di Nazareth. È quindi Gesù che, conclusivamente, Ignazio propone come esempio da imitare fino a poter dire con san Paolo «non sono più io che vivo, ma Cristo vive in me».

## Cultura di massa
Grande rilievo ebbe la figura di Ignazio di Loyola, ritratto in numerosi dipinti, e dell'ordine dei gesuiti nelle arti. Sant'Ignazio è il personaggio principale dell'opera Four Saints in Three Acts, composta da Virgil Thomson, con libretto di Gertrude Stein. Inoltre compare come co-protagonista assieme a san Filippo Neri nel film State buoni se potete, diretto da Luigi Magni. Un film biografico a lui dedicato, Ignazio di Loyola, è uscito nel 2016. Un altro film è Il cavaliere della croce, una biografia romanzata datata 1948.